# Aechmea nudicaulis
Aechmea nudicaulis là một loài thực vật có hoa trong họ Bromeliaceae. Loài này được (L.) Griseb. mô tả khoa học đầu tiên năm 1864.

## Hình ảnh

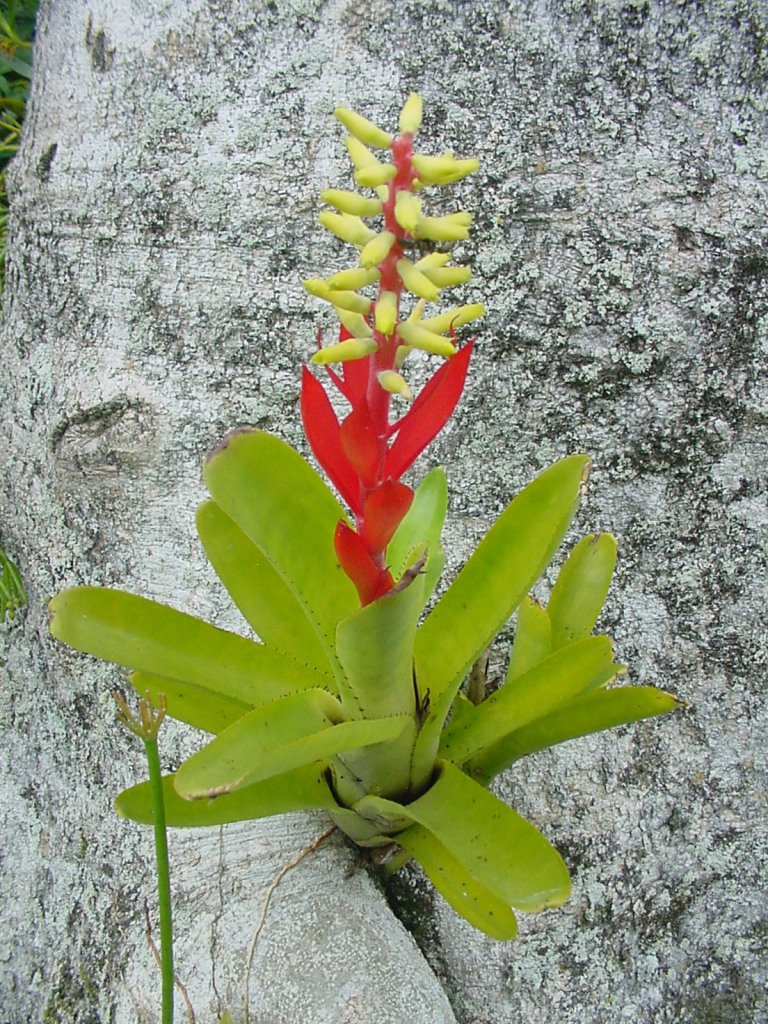
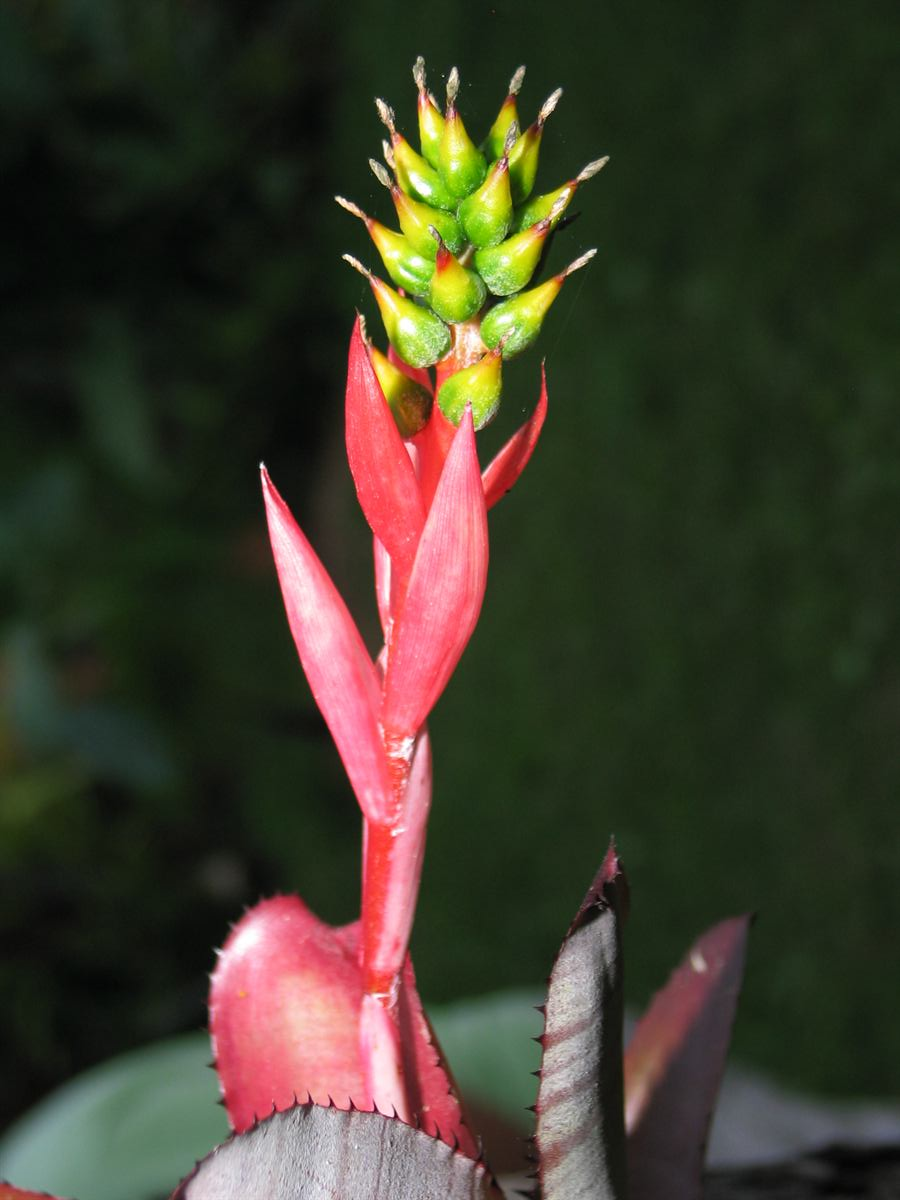
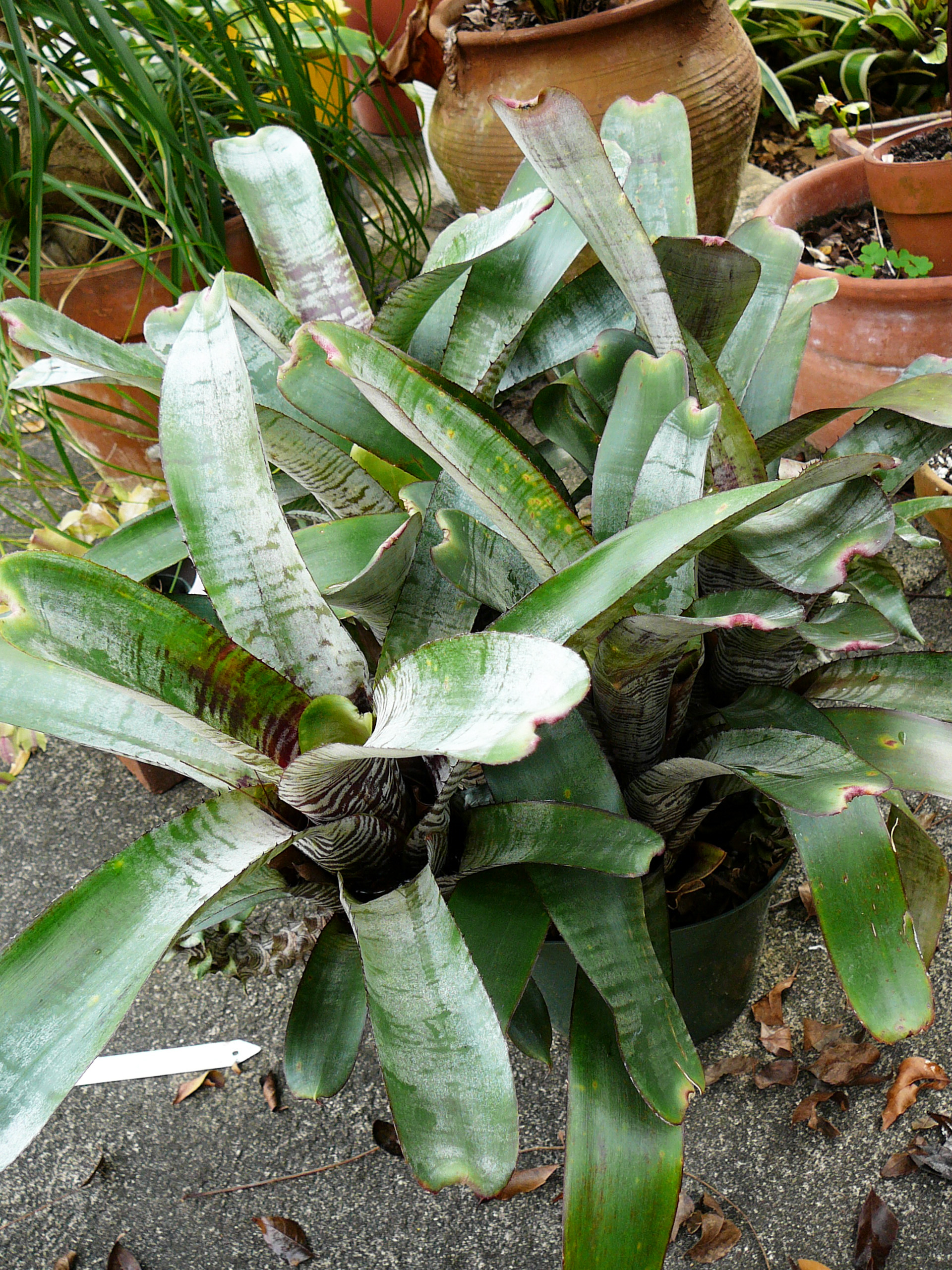
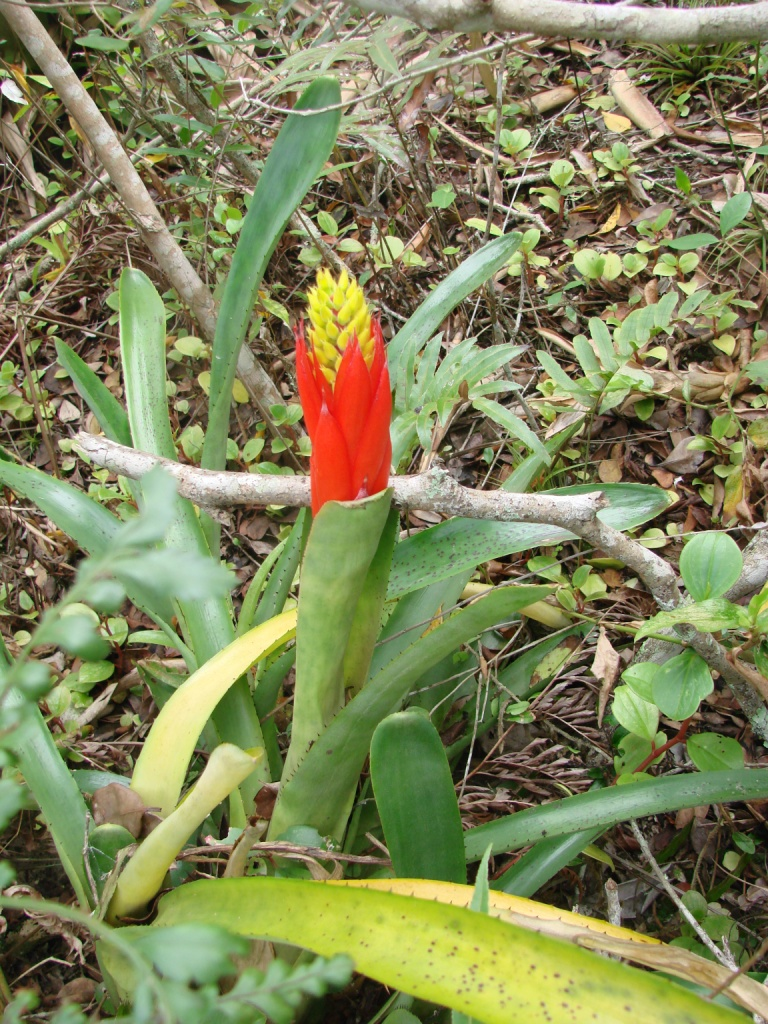